# Paul Gerhardt (Pädagoge)
Paul Gerhardt (* 18. Juni 1867 in Schreiberhau, Landkreis Hischberg, Provinz Schlesien; † 3. Juli 1941 in Herrnhut) war ein deutscher Sonderpädagoge und Schriftsteller.

## Leben und Wirken
Paul Gerhardt war ein Sohn von Christian Friedrich Gerhardt. Der Vater hatte 1835 ein „Rettungshaus“ in Schreiberhau eröffnet, in dem er anfangs vernachlässigte und ab 1845 auch behinderte Kinder betreute. Nach Schulen der Herrnhuter Brüdergemeine in Gnadenberg und Niesky besuchte Gerhardt von 1884 bis 1887 in Niesky das Lehrerseminar der Brüdergemeine. Ab 1887 unterrichtete er in den sogenannten Knabenanstalten und den Ortsschulen der Brüdergemeine in Kleinwelka, in Christiansfeld und Niesky und übernahm vertretungsweise die Schulleitung. Das pädagogische Konzept ging zurück auf Nikolaus Ludwig von Zinzendorf, orientierte sich an christlicher Erweckung und Einstellung und hob die Individualität der Schüler hervor. Die Einrichtungen wollten die Schüler zu Eigenständigkeit und Individualität ermutigen und die interkulturelle Kommunikation fördern.
Seit dem 1. Januar 1895 leitete Gerhardt die Schulen der Alsterdorfer Anstalten in Hamburg, die zumeist geistig behinderte Kinder aufnahmen. Er realisierte dort die Konzepte von Zinzendorfs, führte Neuerungen ein und verhalf der Bildungseinrichtung zu Renommee bei Fachleuten. Er gehörte zu den ersten Lehrern, die Lehrpläne und ein didaktisches Konzept für die Ausbildung geistig und lernbehinderter Schüler entwarfen. Dabei arbeitete er mit einem äußerst breit gehaltenen Bildungsansatz und versuchte, individuell auf die Kinder einzugehen. Er räumte gelebter Religiosität, kreativem und anschaulichem Unterricht großen Stellenwert ein. Sein besonderes Anliegen galt der Sinnesentwicklung mit einem Schwerpunkt auf Geruchs- und Tastsinn. Außerdem lehrte er den Umgang mit Farben und Formen und gab Anregungen zur körperlichen Bewegung. In allen Klassen arbeitete er nach dem Prinzip der Koedukation, das seinerzeit in Fachkreisen als umstritten galt.
Während der Zeit an den Alsterdorfer Anstalten änderte Gerhardt zwei wichtige Aspekte des von Anstaltsgründer Heinrich Matthias Sengelmann entwickelten Konzepts: da er schwer behinderte Schüler als nicht genügend bildungsfähig ansah, hielt er es für geboten, sie an den Anstalten lediglich zu pflegen. Während sich Sengelmann dafür eingesetzt hatte, gleichberechtigt Theorie und Praxis zu unterrichten, trennte Gerhardt die handwerkliche Ausbildung vom theoretischen Unterricht und übertrug sie den Vorschulen. Außerdem etablierte er Vorschulklassen, die ganzheitlich auf die spätere Schulausbildung vorbereiten sollten. Zur Weiterbildung besuchte er berufsbegleitend ab 1921 psychologische Kurse am Allgemeinen Vorlesungswesen bei Ernst Meumann. Neben einer Hospitation an der Taubstummenschule wirkte er auch vier Semester am Phonetischen Laboratorium.
Als sich Anfang des 20. Jahrhunderts die Mediziner zunehmend mit der Arbeit mit Behinderten beschäftigten, versuchte Gerhardt, die Bedeutung pädagogischer Arbeit und deren Möglichkeiten darzustellen. Dazu besuchte er Kongresse und publizierte zur Geschichte der Heilpädagogik und zu Lehrkonzepten in der Behindertenbildung. Außerdem setzte er sich energisch gegen aufkommende Bestrebungen ein, bei schwer behinderten Menschen die Euthanasie anzuwenden. Stattdessen sprach er sich dafür aus, gegen den Alkoholismus vorzugehen, der aus seiner Sicht die wichtigste Ursache für Behinderungen war.
Da er der Meinung war, dass lernbehinderte Schüler an Grund- und Volksschulen nur ungenügende Förderung erhielten, setzte sich Gerhardt mit großem Einsatz dafür ein, Hilfsschulen einzurichten. Sein besonderes Anliegen galt der spezifischen Ausbildung entsprechender Lehrer, die nicht nur fachlich kompetent seien, sondern behinderte Kinder besonders wertschätzen sollten.
Im August 1920 kündigte Gerhardt wenige Monate nach erhaltenen Ehrungen zum 25-jährigen Dienstjubiläum. Grund für die Kündigung war die Unterstützung des Vorstands für sein pädagogisches Wirken, die Gerhardt als unzureichend empfand. Nur mit Problemen erhielt er zum 1. Oktober eine neue Stelle als wissenschaftlicher Mitarbeiter von Wilhelm Weygandt an der Staatskrankenanstalt Friedrichsberg. Dort arbeitete er in einer neu geschaffenen Abteilung, in der Gutachten über schwer erziehbare und straffällige Jugendliche erstellt werden sollten. Die Patienten erhielten hier auch eine pädagogische Betreuung zur Reintegration in die Gesellschaft. Die Abteilung schloss 1931 wegen fehlender Finanzmittel; der somit arbeitslose Gerhardt ging in den Ruhestand. Vier Jahre später zog er aufgrund gesundheitlicher Probleme nach Herrnhut. Hier starb unerwartet seine Frau, mit der er 40 Jahre verheiratet gewesen war. Im Alter verlor Gerhardt, der 1941 verstarb, zunehmend seine geistige und körperliche Energie.